# Himertosoma acuticauda
Himertosoma acuticauda là một loài tò vò trong họ Ichneumonidae.